# Ферма (Пушкин)
Ферма  — памятник архитектуры. Расположен в Фермском парке, современный адрес комплекса — Пушкин, Фермская дорога, 6, в комплекс входят дом смотрителя (лит. А), два боковых одноэтажных флигеля (лит. Б, В), молочный павильон (лит. Д), корпус Высочайшего присутствия (лит. Е), три хозяйственных корпуса (лит. Ж, К), коровник (лит. Л) и ограда (лит. М).

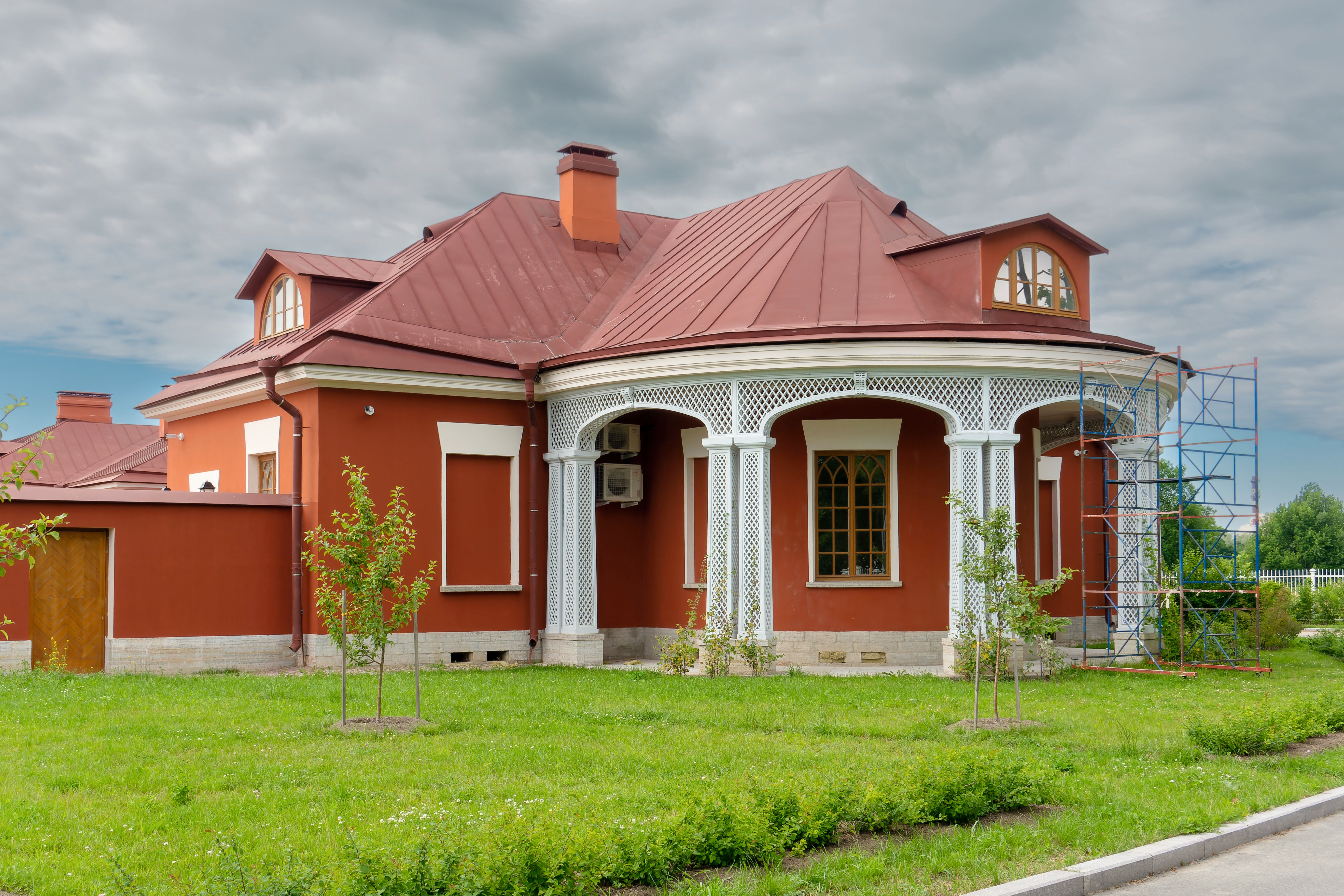
Корпус высочайшего присутствия с террасой

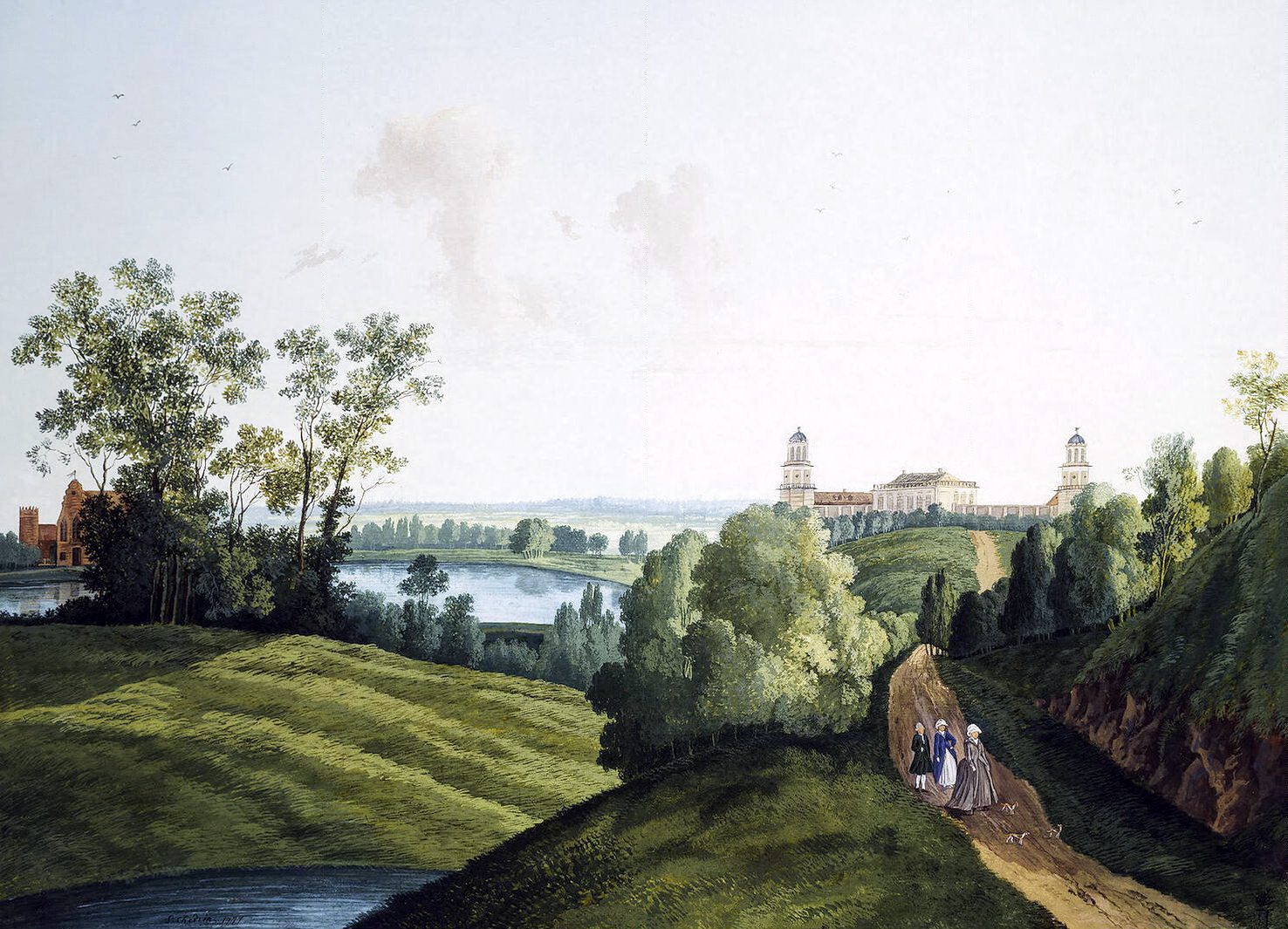
1777 год. Семён Щедрин, вид на ферму

Постройка фермы на границе Александровского парка была начата в 1810—1811 годах по проекту садового мастера Джозефа Буша, постройки были временными, деревянными. А. Менелас заменил их на каменные в 1818—1822 годах, сначала, к 1820 году, вчерне отстроив скотный двор, молочную и центральный павильон, а к 1822 построив остальные здания, включая флигеля для мериносов и круглую трёхэтажную башню высотой около 15 метров (над молочным флигелем). Под ферму была отведена часть земель деревни Кузьмино, прилегающий район парка получил название Фермерский парк.
Корпус Высочайшего присутствия включал две гостиные, столовую, кухню и четыре диванных комнат наверху. У флигеля построена отлитая из чугуна трельяжная терраса, дополнительно раньше украшенная плющом, с другой стороны флигеля были сделаны готические ворота. В помещениях стояла мебель из светлого клена с готической резьбой, выполненная по рисункам Менеласа, стены были украшены гравюрами с сельскими видами Швейцарии и Нидерландов, а также портретами Александра I и его жены Елизаветы Алексеевны.
Перед фермой стояла задача отбора лучших пород скота для всего животноводства России, она была преемницей ранее существовавшего в Царском Селе комплекса. Почти весь скот (тирольская, швейцарская, английская, голландская, холмогорская и малороссийская породы коров, а также 100 мериносов из Троппау), выписанный в 1822 году, в середине 20-х годов уже пал, до 1860-х годов на ферме разводили только холмогорскую породу. Эксперименты возобновились в 1860—1880-х годах под руководством великого князя Николая Николаевича, постоянный приплод удалось начать получать к началу XX века.
Центральный двухэтажный павильон (бывший дом смотрителя) выполнен из красного кирпича, в псевдоготическом стиле (как и крестообразный в плане коровник). Одноэтажные флигеля (бывшие квартиры ветеринарного врача и скотников) связаны с центральным корпусом оградой. Здания украшены металлическим декором, желтоватым известняком, белой расшивкой, также белым цветом выделены штукатурные наличники и сандрики. Фасад дома смотрителя украшен двумя выступающими восьмигранными башенками-контрфорсами, у него сделан венчающий щипец с зубчатым парапетом. Комплекс в целом хорошо сохранился, были полностью утрачены только деревянные постройки фуражного двора.
После революции комплекс был передан Агрономическому институту, после чего был произведён ряд перестроек.
Частичная реставрация комплекса проходила в 1990 году, ремонт прошёл в западном флигеле для мериносов, коровнике и частично во дворе, но большая часть зданий оставалась в аварийном состоянии. Восстановление было продолжено в 2010-е годы, в первую очередь были отреставрированы конюшня на 30 лошадей, западный флигель для мериносов (в нём будут детский центр музея и кафе), птичник, козлятник и каретный сарай. Во вторую очередь планируется восстановление восточного флигеля для мериносов (в нём будут служебные помещения и лекционные залы), дома смотрителя и корпуса Высочайшего присутствия (будущей гостиницы), молочного павильона (исторически в нём были летний и зимний ледники, сыроварня, маслобойня, приёмная, посудная, в будущем павильон планируется использовать под выставки).